# Scoloderus tuberculifer
Scoloderus tuberculifer là một loài nhện trong họ Araneidae.
Loài này thuộc chi Scoloderus. Scoloderus tuberculifer được Octavius Pickard-Cambridge miêu tả năm 1889.